# Lemonia vallantini
Lemonia vallantini är en fjärilsart som beskrevs av Charles Oberthür 1890. Lemonia vallantini ingår i släktet Lemonia och familjen fältspinnare, Brahmaeidae. Inga underarter finns listade i Catalogue of Life.